# Tengere vezelkop
De tengere vezelkop (Inocybe mycenoides) is een schimmel behorend tot de familie Inocybaceae. Hij vormt ectomycorrhiza met linde (Tilia) en komt voor in lanen op klei.

## Kenmerken
De sporen zijn glad, (sub)amygdaloïde, met (sub)conische top. De sporenmaat is 8,6 – 10,9 × 5,1 – 6,1 μm. De basidia zijn 4-sporig. De pleurocystidia meten 35 – 56 × 8 – 12 μm. De vorm subcilindrisch tot (sub)clavaat, apex meestal kristalhelder, wanden tot 1,5 (–2,0) μm dik aan de apex. De kleur is bleek geelachtig groenachtig met 3% KOH. De cheilocystidia zijn vergelijkbaar in uiterlijk en grootte. De paracystidia zijn (sub)cilindrisch tot (sub)clavaat.

## Verspreiding
De tengere vezelkop komt voor in Europa en Noord-Amerika. In Nederland komt hij zeer zeldzaam voor. Hij staat op de rode lijst in de categorie 'Verdwenen' en is sinds 1987 niet meer waargenomen.